# Sprechstunde bei Dr. Frankenstein
Sprechstunde bei Dr. Frankenstein ist eine 54-teilige deutsche Kinder- und Jugendserie, die 1997 in 15-minütigen Folgen im KiKA ausgestrahlt wurde. Die Titelrolle übernahm Michael Trischan. Weitere Hauptrollen waren mit Silke Matthias, Floriane Eichhorn, Fritzi Eichhorn, Ursula Staack und Heinz Rennhack besetzt. Produziert wurde die Serie von der Ziegler Film für das ZDF. Die Musik komponierte Dirk Michaelis.

## Inhalt
Dr. Charlotte Frankenstein und ihre Tochter Franziska, die am Rande der Stadt eine alte Villa geerbt haben, in der sie einziehen. Leider haben sie den Möbeltransport verpasst, weshalb sie die erste Nacht ohne Möbel, Bett und sogar ohne Strom im leeren Haus verbringen müssen. Ihr Kater Leo, der die Fahrt noch nicht richtig verdaut hat, läuft verwirrt auf die Straße und wird von einem Auto erfasst. Franziska trägt das Tier, das nun verletzt ist, in die Küche. Als sie später nach ihm sehen will, ist der Kater plötzlich verschwunden. Auf der Suche nach Leo verirrt sie sich in eine Drehtür und landet im Keller des Hauses, einem geheimen Ort, den Viktor Frankenstein einst erschuf und an dem er die Zeiten überdauerte.

## Schauspieler und Rollen
| Schauspieler      | Rolle                      | Episoden |
| ----------------- | -------------------------- | -------- |
| Silke Matthias    | Dr. Charlotte Frankenstein | 54       |
| Floriane Eichhorn | Franziska Frankenstein     | 27       |
| Fritzi Eichhorn   | Franziska Frankenstein     | 27       |
| Michael Trischan  | Lenni, Viktor Frankenstein | 54       |
| Ursula Staack     | Frau Mompel                | 54       |
| Heinz Rennhack    | Alwin Mompel               | 54       |

## Episodenliste
1. Das unheimliche Erbe
2. Masern
3. Diese Mediziner!
4. Vorsicht, Killertomaten
5. Auf Freiers-Pfoten
6. English for Monsters
7. Höhere Mathematik
8. Ba-Ba-Banküberfall
9. Ein total süßer Typ
10. Daddys großer Auftritt
11. Klassenfahrt
12. Wanda
13. Lampenfieber
14. Lennis rechte Hand
15. Post für Lenni
16. Alwin
17. Die Schöne ohne Biest
18. Die Wunderpille
19. Sweet Seventy
20. Oh, mein Papa!
21. Hausmusik
22. Einsam gemeinsam
23. Der Held des Tages
24. Danni plus Liebe
25. Viel Lärm um Leo
26. Schluckauf
27. Lady Cynthias unsterbliche Augen
28. Horoskope
29. Stille Nacht
30. Horrorgeschichten
31. Risiken und Nebenwirkungen
32. Monsterriegel, die dritte
33. Elvis
34. Wenn man vom Teufel spricht
35. M wie Mörder
36. Hochzeit mit Hindernissen
37. Hallo Schwester
38. Nachhilfestunden
39. Lenni da Vinci
40. Kommt ein Messer geflogen
41. Pickel-Probleme
42. Altersprobleme
43. Falscher Schein
44. Franzi und Freddy
45. Nichtgeburtstag
46. Die Hauptrolle
47. Zahnweh
48. Die Gedanken sind frei
49. Schon die alten Römer
50. Geisterjäger
51. Albträume
52. Modell 1377
53. Ein Fall von Liebe
54. Wer bin ich?